# Antonino Zichichi

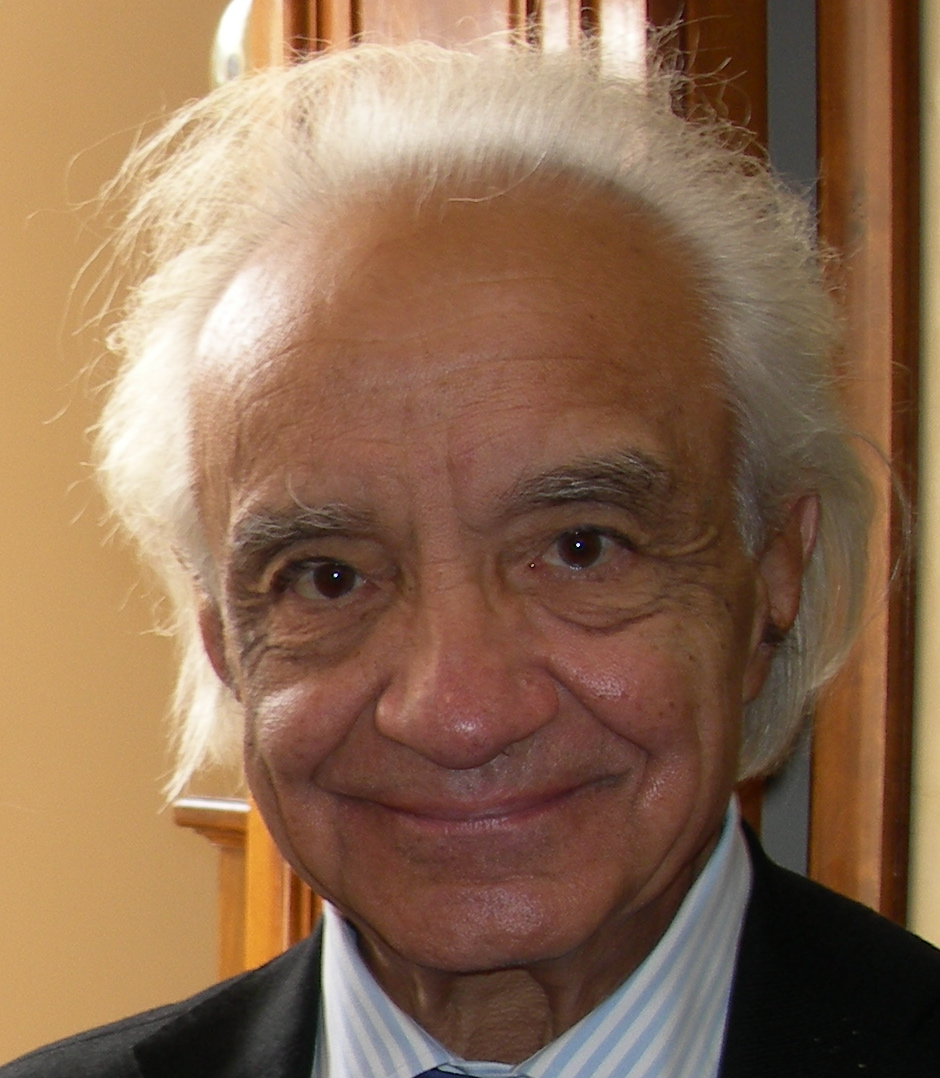
Antonino Zichichi

Antonino Zichichi [antoˈniːno dziˈkiːki], genannt Nino, (* 15. Oktober 1929 in Trapani, Sizilien) ist ein italienischer Physiker und parteiloser Politiker, der in Kern- und Elementarteilchenphysik arbeitete. Er ist bekannt als Gründer des Wissenschaftszentrums „Centro di Cultura Scientifica Ettore Majorana“ in Erice auf Sizilien (1963).
Zichichi arbeitete an vielen bekannten Beschleuniger-Laboratorien wie Fermilab bei Chicago oder am CERN bei Genf. Er war Professor für Physik an der Universität Bologna, die ihn 2006 zum Emeritus ernannte. 1963 gründete er die Sommerschulen für Theoretische Physik in Erice auf Sizilien, die international einen sehr guten Ruf genossen. 1977 bis 1982 war er Präsident des italienischen nationalen Instituts für Kernphysik (Istituto Nazionale di Fisica Nucleare) und unterstützte im selben Zeitraum energisch den Bau des Neutrino-Untergrund-Laboratoriums im Gran Sasso. Zichichi wäre auch beinahe Direktor des CERN geworden, aber der durch die italienische Regierung ausgeübte Druck führte zu einer Gegenreaktion, sodass statt seiner Herwig Schopper 1981 gewählt wurde, was zu diplomatischer Verstimmung in Italien führte, das mit Einstellung der Finanzierung drohte.
In der italienischen Öffentlichkeit ist er vor allem als Wissenschaftspopularisator bekannt, durch viele Bücher, Zeitungsartikel und Auftritte im Fernsehen. Als überzeugter Katholik vertritt er dabei entschieden den Standpunkt, dass Glaube und Wissenschaft miteinander vereinbar sind. In diesem Zusammenhang ist zum Beispiel seine Galilei-Biographie „Galilei, Divin Uomo“ kritisiert worden, die versucht, Galilei als tief gläubigen Menschen darzustellen, der aus diesem Grund seine Thesen widerrufen habe. Es gab auch öffentliche Kontroversen in den 1990er Jahren etwa mit dem Mathematiker Piergiorgio Odifreddi, die auch zu Gerichtsprozessen führten (Odifreddi gab auch 2003 ein Buch mit Kritiken an Zichichi heraus mit dem Titel „Zichicche“, einem Wortspiel im Italienischen).
Er ist Präsident der von ihm mitgegründeten „World Federation of Scientists“ und gilt als „Skeptiker“ der globalen Erwärmung.
Im November 2012 wurde Zichichi von Rosario Crocetta in die Regionalregierung von Sizilien als Dezernent für Kulturgüter und sizilianische Identität berufen.
1976 erhielt er den Premio Mondello, 2001 den ersten Premio Enrico Fermi und 2007 den Bruno-Pontecorvo-Preis. 1989 wurde der Asteroid (3951) Zichichi nach ihm benannt.
Seit 1993 ist er ordentliches Mitglied der Academia Europaea. Er ist auswärtiges Mitglied der Ukrainischen Akademie der Wissenschaften.